# Володин, Павел Игоревич
Павел Игоревич Володин (род. 19 февраля 1989, Уфа) — российский хоккеист, защитник.

## Биография
Занимался плаванием, боксом. С восьми лет — в школе «Салавата Юлаева», начинал играть в первой лиге во второй команде, в сентябре 2008 года попадал в заявку на матчи КХЛ, провёл одну игру. Играл за команды системы «Салавата Юлаева» «Толпар» (МХЛ, 2009/10 — 2010/11) и «Торос» (ВХЛ, 2011/12 — 2013/14). Летом2014 года перешёл в клуб «Адмирал» Владивосток, провёл 19 матчей в КХЛ и 7 — за «Молот-Прикамье» в ВХЛ. В июне 2015 года был обменян в хабаровский «Амур», провёл за 11 матчей в ВХЛ за клуб «Звезда-ВДВ» Дмитров, который заключил соглашение о спортивном сотрудничестве с «Амуром». Выступал за команды ВХЛ «Южный Урал» (2015/16), «Сарыарка» (Казахстан, 2016), ТХК (2017), «Ермак» (2017/18), «Зауралье» (2018/19), «Дизель» (2019/20 — 2020/21). В сезоне 2021/22 играл в чемпионате Казахстана за «Арлан», в сезоне 2022/23 провёл три матча в ВХЛ за «Тамбов».
Двукратный обладатель Братины в составе «Тороса».